# Бич, Киз
Киз Бич (англ. Keyes Beech; 13 августа 1913 года — 15 февраля 1990 года) — американский журналист, с 1947 по 1977 год освещавший события в Японии, Китае, Корее и других странах Юго-Восточной Азии для Chicago Daily News. В 1951 году вместе с пятью другими военными корреспондентами получил Пулитцеровскую премию за международные репортажи о Корейской войне.

## Биография
Киз Бич родился на юге штата Теннесси в Пьюласки. Его первой работой стала должность курьера в редакции Chicago Daily News, которую он оставил в 1936 году, чтобы стать репортёром St. Petersburg Evening Independent. Но уже через год журналист устроился в издательство Akron Beacon Journal в Огайо. В 1943 году в качестве военного корреспондента Бич присоединился к корпусу морской пехоты США в Азии. Вместе со 2-й морской дивизией журналист участвовал в высадке на Тараве, а также был одним из первых журналистов, поднявшихся на вершину горы Сурибати на Иводзиме. По окончании Второй мировой войны он успел поработать вашингтонским корреспондентом для Honolulu  Star-Bulletin, а в 1947 году поступил в штат Chicago Daily News. По заданию редакции он участвовал в освещении Корейской войны, за что в 1952 году вместе с пятью другими репортёрами получил «Пулитцеровскую премию за международный репортаж».
Когда военные действия были окончены, Бич оставался иностранным корреспондентом Chicago Daily News в Токио, освещая события в Индокитае. Во время первых военных кампаний США во Вьетнаме он находился в Сайгоне, куда окончательно переехал в 1960-х годах. Работая в горячих точках, Киз Бич одним из первых репортёров начал сообщать о стратегической несостоятельности военных действий. В 1979—1981 годах он служил иностранным корреспондентом Los Angeles Times в Бангкоке. В последние годы своей карьеры журналист оставался внештатным писателем для разных изданий. Свой опыт журналист отразил в книгах: «Американские пехотинцы на Иводзиме», «Необыкновенная храбрость», «Токио и Восток».

## Награды
- Премия журналистского сообщества Сигма, Дельта, Хи[англ.], 1951 год[3].
- Пулитцеровская премия за международный репортаж, 1951 год[3].
- Награда Фонда Нимана в журналистике[англ.], 1952 год[3].